# Leimuiderbrug (brug)
De Leimuiderbrug is een basculebrug over de Ringvaart van de Haarlemmermeerpolder die Leimuiden verbindt met het dorp Leimuiderbrug. Over de brug loopt de N207. Hij verving ca. 1960 de oude draaibrug die honderd jaar eerder ter plekke over de Ringvaart werd gelegd. De overspanning ligt op de grens tussen Noord-Holland en Zuid-Holland en bestaat uit drie beweegbare wegvlakken.
De brug telt sinds 1992 vier rijbanen voor het autoverkeer, een busbaan, twee uitvoegstroken en twee fietspaden. De brug was aanvankelijk enkelvoudig, maar van 1991 tot 1992 werd het tweede, noordelijke, deel aangelegd. Meteen hierna werd het oude gedeelte gerestaureerd. In juli 1993 was het project afgerond. Het totale project kostte 27 miljoen gulden. Erop bevindt zich een brugwachtershuisje vanwaaruit hij sinds de aanleg werd bediend, sinds 2021 gebeurt dat op afstand vanuit Heerhugowaard.